# Hans Rebel
Hans Rebel (2 de septiembre de 1861 - 19 de mayo de 1940) fue un entomólogo austriaco especializado en lepidópteros.
Rebel,  tuvo un interés temprano por la historia natural y las mariposas. Abogado de profesión, dedicó su tiempo libre al estudio de los lepidópteros y fundó la sección entomológica de la Sociedad Botánica y Zoológica de Viena. Sucedió a Alois Friedrich Rogenhofer (1831-1897) como guardián de la colección de lepidópteros del Naturhistorisches Museum de Viena, cargo que ocupó de 1897 a 1932. Rebel enriqueció las colecciones y, como gran viajero, realizó numerosos viajes de recolección a Austro-Hungría y cinco viajes a los Balcanes. Dirigió el Departamento de Zoología en 1923 y fue director general del museo en 1925.
Publicó más de 300 artículos sobre lepidópteros y un catálogo de mariposas paleárticas Otto Staudinger (1830-1900) - Catalogue Lepidopteren des palaearctischen Faunengebietes. Friedlander. Berlina. 1901-1903. 1. Theil, S. I-XXXII, 1–411.
Hans Rebel describió las mariposas africanas recolectadas por Rudolf Grauer.
Vladimir Nabokov (1899-1977) incluyó a Rebel como personaje en su cuento El Aureliano  ( el personaje principal,Aureliano, es un entomólogo que se especializa en mariposas y polillas).